# Robaldo I da Provença
Robaldo I (†1008) foi conde da Provença de 968 até sua morte, e marquês a partir de 993.

## Biografia
Era o filho mais velho de Bosão II de Arles. Seu irmão mais novo, Guilherme I, recebeu o título de marquês em 979 e posteriormente o de duque. Robaldo e Guilherme governaram na mesma época, provavelmente juntos, sobre toda a Provença. À morte de Guilherme, Robaldo ficou sendo o chefe da família com o título de marquês.
Com sua esposa, Emilda de Gévaudan, filha de Estêvão de Gévaudan, teve um filho, Robaldo II, que o sucedeu, e uma filha, Emilda, Provavelmente, eles também eram os pais de Teteberga, consorte de Ermengol I de Urgel.